# Jasmin Ehm
Jasmin Ehm (geboren 1991 in Celle) ist eine deutsche Minigolfspielerin.

## Werdegang
2015, 2017 und 2019 wurde Ehm Weltmeisterin im Minigolf. Sie spielt derzeit für den Minigolfclub Göttingen.

## Auszeichnungen
- Am 8. November 2017 erhielt sie das Silberne Lorbeerblatt.[3]